# Oudnederlands
Oudnederlands is de taal die gesproken en geschreven werd tijdens de vroege middeleeuwen (circa 500 tot 1000) in een deel van de gewesten die nu Nederland en België vormen, verder ook aan de Franse Noordzeekust (Frans-Vlaanderen, nabij Duinkerke, tevens tot Stapel en mogelijk tot aan Berck) en de nu Duitse Nederrijn. De term wordt gebruikt ter onderscheiding van Middelnederlands en Nieuwnederlands om de verschillende fasen waarin het Nederlands zich ontwikkeld heeft enigszins te kunnen periodiseren.

## Terminologie
De term Oudnederfrankisch is een synoniem van Oudnederlands. De teksten van het Oudnederlands kunnen geclassificeerd worden als Oudoost- of Oudwestnederlands. De keuze is hierbij vooral afhankelijk van de frequentie van Noordzeegermanismen: zijn dit er relatief veel wordt gesproken over Oudwestnederlands, zijn het er relatief weinig dan over Oudoostnederlands. 
Over het geheel bezien, zijn de verschillen tussen de Oudoost- en Oudwestnederlandse varianten zeer gering en taalkundigen benadrukken dan ook om deze termen als een spectrum binnen het Oudnederlands te zien, in plaats van scherpe afbakeningen. Buiten dat het Oudwestnederlands zich meer richting de kust concentreerde en het Oudoostnederlands meer in het binnenland is het precieze taalgebied van beide varianten is onbekend. 
Ook het uit het Oudnederlands voortgekomen Middelnederlands steunde op beide hoofddialecten. Volgens taalwetenschappers waren er dan ook geen grote wezenlijke verschillen tussen beide. Uit het Middelnederlands heeft zich vervolgens het Nieuwnederlands ontwikkeld. Dit heeft echter een meer westelijke kleuring ten gevolge van de invloed van de Brabantse en Hollandse dialecten.
Sommige auteurs gebruiken de term Oudnederfrankisch als term voor de eerste fase van het Oudnederlands, te dateren van de vijfde tot de vroege negende eeuw. Gedurende periode versmelten twee Westgermaanse dialecten met elkaar: het Oudfrankisch en een nauw aan het Engels en Fries verwant kustdialect. Na deze samensmelting wordt ook wel van het Laatoudnederlands gesproken.

## Taalgebied

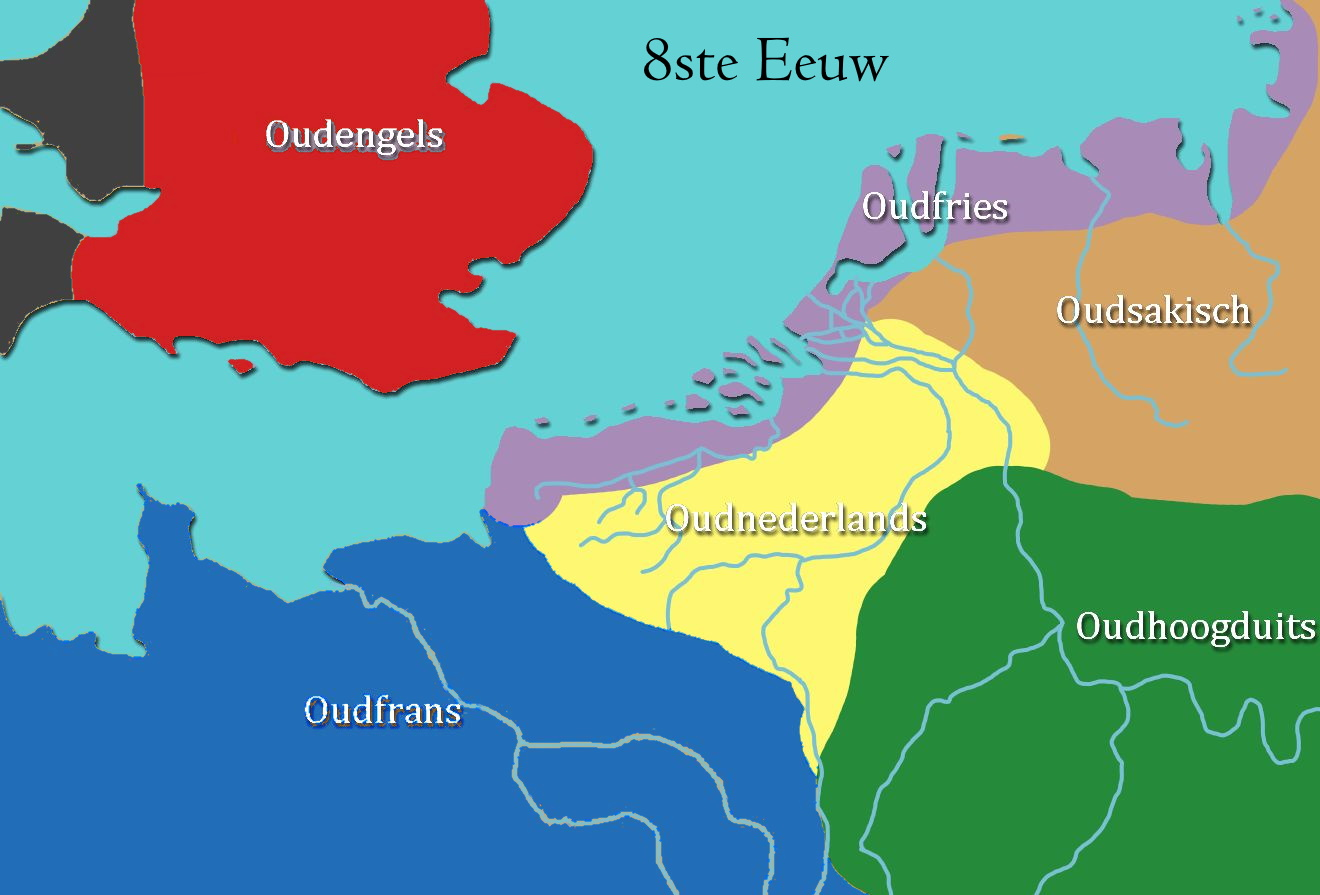
Oudnederlands taalgebied volgens filoloog Peter-Alexander Kerkhof, 2020 (bij benadering; in feite waren er geen scherpe grenzen tussen Germaanse dialectgroepen)

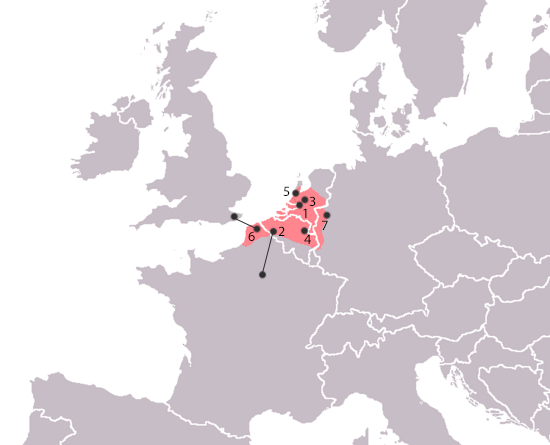
Plaatsen waar Oudnederlandse handschriften vandaan kwamen. Meer dan de helft van alle teksten die van voor 1300 zijn overgeleverd, komt uit Brugge

Het gebied waarin het Oudnederlands werd gesproken valt niet samen met het gebied waarin tegenwoordig Nederlands wordt gesproken.
In de huidige provincies Groningen en Friesland (m.o.v Stellingwerven) en langs de Kop van Noord-Holland werd Fries gesproken, of althans Ingveoonse dialecten. In het oosten (Achterhoek, Veluwe, Overijssel, Drenthe) werd Oudsaksisch gesproken.
In het zuiden en zuidoosten was het toenmalige taalgebied groter dan nu. Frans-Vlaanderen, de Maas- en Sambervallei en een gebied tussen Limburg en Westfalen (Kleef, Berg en Gulik) hoorden bij het Oudnederlandse taalgebied. Een groot deel van het huidige Noord-Frankrijk was tweetalig: de Frankische elite sprak nog eeuwenlang haar eigen taal, terwijl het gewone volk de Romaanse volkstaal sprak. Dit heeft de oïl-talen diepgaand beïnvloed. Zo komt in het Picardisch en het Waals het bijvoeglijk naamwoord meestal vóór het zelfstandig naamwoord, wat in de Romaanse talen zeer ongebruikelijk is.

## Afgrenzing

### Afgrenzing t.o.v. het Middelnederlands
Ofschoon er soms grote verschillen zijn, gaan Oudnederlands en Middelnederlands vloeiend in elkaar over. De grens wordt gelegd waar een taal ontstaat die we wat beter kennen doordat er meer bronnen beschikbaar komen, maar in feite is de grens tussen Oud- en Middelnederlands nauwelijks aan te geven. Over het algemeen wordt 1150 of 1200 aangehouden, wat al aangeeft dat de grens moeilijk aan te geven is, temeer omdat uit de 12e eeuw vrijwel geen doorlopende teksten zijn overgeleverd.
Het meest in het oog lopende verschil is het verschijnsel dat klinkerreductie wordt genoemd: in het Oudnederlands vinden we veelal ronde vocalen in de coda, die in het Middelnederlands afgezwakt worden tot een sjwa.
Voorbeelden:
| Oudnederlands | Middelnederlands | Nederlands |
| ------------- | ---------------- | ---------- |
| vogala        | vogele           | vogels     |
| dago/a        | daghe            | dagen      |
| brecan        | breken           | breken     |
| gescrivona    | gheschreven      | geschreven |

De voorbeelden zijn ontleend aan het hoofdstuk van A. Quak in Van den Toorn e.a. (1997): zie literatuurverwijzingen.

### Afgrenzing t.o.v. het Fries
Een karakteristiek verschil tussen het Oudnederlands en het Oudfries is de Germaanse au.
In het Oudnederlands was de Germaanse au een ō (lange o) geworden, in het Fries daarentegen een ā (lange a).
Voorbeeld: De huidige Nederlandse plaatsnaam Akersloot werd in oude Friese oorkonden Ekerslat gespeld.

### Afgrenzing t.o.v. het Oudhoogduits
Het belangrijkste verschil tussen het Oudnederlands en het Oudhoogduits is het feit dat zich in het Oudhoogduits de Tweede Germaanse klankverschuiving heeft voorgedaan en in het Oudnederlands niet.

### Afgrenzing t.o.v. het Oudnederduits
Er zijn, ondanks alle overeenkomsten, een aantal verschillen tussen het Oudnederlands en het Oudnederduits (Oudsaksisch).
Voorbeelden:
- De Germaanse klank hl (chl) in het begin van een woord is in het Oudnederduits bewaard gebleven maar in het Oudnederlands vereenvoudigd tot l.
- De Oudnederduitse werkwoorden hebben een eenheidsuitgang in de eerste, tweede en derde persoon meervoud terwijl het Oudnederlands er drie verschillende uitgangen heeft: (-on, -et en -unt).
- De Germaanse ō (lange o) is in het Oudnederlands een diftong (tweeklank) geworden, echter niet in het Oudnederduits. Zo staat Onl. fluot tegenover Ond. flōd.
- Oudnederduitse naamwoorden hebben de meervoudsuitgang -as of -os waar het Oudnederlands vaak -a heeft.
- Het Oudnederlands heeft vroeg "Auslautverhärtung" gehad, dat wil zeggen de overgang van stemhebbende naar stemloze medeklinkers aan het einde van een woord. Voorbeeld: Onl. fluot tegenover Ond. flōd.

## Overlevering
Van het Oudnederlands zijn slechts enkele fragmenten en onsamenhangende tekstfragmenten bewaard gebleven, zoals de Utrechtse doopgelofte, de Wachtendonckse Psalmen en de Malbergse glossen. De belangrijkste toen bekende teksten zijn in de jaren zeventig en tachtig verzameld en afgedrukt in het Corpus van Middelnederlandse teksten (tot en met het jaar 1300) door Maurits Gysseling, ook wel het Corpus Gysseling genoemd. Daarmee is de overlevering beperkter dan die van verwante talen als Oudengels en Oudhoogduits. Van de vroegste periode van het Oudnederlands, de jaren 500 tot 900, is na de, zeer fragmentarische, Malbergse glossen vrijwel niets overgeleverd. Hiermee is het Oudnederlands weliswaar een van de vroegst Germaanse talen na het Gotisch, maar wel met een hiaat van meerdere eeuwen.
Zoals bij meer vroege West-Germaanse taalvormen, is van Oudnederlandse fragmenten niet altijd eenduidig vast te stellen of het om een vorm van Oudnederlands gaat of om Oudsaksisch of Oudfries. Deels komt dit door de fragmentarische overlevering, maar ook omdat deze variëteiten dichter bij elkaar stonden dan nu voor hun doorontwikkelingen het geval is. 
Het oudst zijn enkele fragmenten uit de Salische Wet die Oudnederlands zijn. Clovis' Lex Salica dateert van rond 510, en hoewel dat wetboek in het Latijn was, bevatte het woorden en woordverklaringen in het Oudnederfrankisch die als Oudnederlands worden beschouwd. Deze verklaringen werden veelal gegeven in de vorm van losse woorden, de zogenoemde Malbergse glossen. Het manuscript bevat ook een bepaalde opeenvolging van glossen, die samen een zinnetje vormen. Deze formule werd uitgesproken bij het vrij verklaren van een laat, een halfvrij persoon. Het is deze frase die nu door het Oudnederlands woordenboek als 'oudste zin in het Oudnederlands' wordt beschouwd.
| Maltho  | thi | afrio            | lito |
| Ik meld | je: | ik bevrijd [je], | laat |

Een "normale" Nederlandse vertaling is: "Ik zeg je: ik maak je vrij, halfvrije". Deze formule werd uitgesproken bij het vrij verklaren van een laat, een horige ofwel halfvrij persoon.
Volgens een theorie van Bernard Mees bestaat er nog een ouder zinnetje, van ca. 425-450 op de runeninscriptie van Bergakker. Dat zou als volgt luiden:
haþuþȳwas ann kusjam logūns
hetgeen zou betekenen '(van) Haþuþȳw. Ik(hij?) gun(t) (een) vlam (zwaard) (aan de) uitverkorenen'.

## Doopgelofte en spreuken
Behalve de Utrechtse doopgelofte (eind achtste eeuw) zijn er ook gebeden (eind negende eeuw) overgeleverd om paarden te genezen als:
Visc flot aftar themo uuatare.
uerbrustun. sina uetherun.
tho gihelida. ina. use druhtin.
the seluo druhtin. thie thena uisc gihelda.
thie gihele. that hers theru. spurihelti. AMEN
Letterlijke vertaling:
Een vis dreef over het water,
vermorzeld zijn vinnen.
Toen genas hem onze Heer.
Dezelfde Heer, die deze vis genas,
Moge die genezen het paard van deze lamheid. AMEN

## Hebban olla vogala
Het beroemdste 'Oudnederlandse' zinnetje :
Hebban olla vogala nestas hagunnan hinase hic
enda thu uuat unbidan uue nu. (ca. 1100)
(Alle vogels zijn nestjes begonnen behalve ik
en jij, wat wachten we nu)
De bovengenoemde zin is bekendgemaakt als de 'nieuwe oudste Nederlandse zin', maar is mogelijk geen Oudnederlands maar Oudengels of Oudkents. Professor Luc de Grauwe beweert dat elk woord een Oudkentse vorm kan zijn. Zijn vertaling is daardoor anders dan deze die meestal gegeven wordt:
'Laten nu nog alle vogels nesten gebouwd hebben, behalve ik en jij, wat verwachten jullie nu?'
Te constateren valt dat het persoonlijk voornaamwoord hic hier overeenkomt met het Oudengelse ic als /ɪtʃ/, waarvan de k-klank als gevolg van palatalisatie al gewijzigd was in /tʃ/. De ingevoegde 'h' is een ingweoons kernmerk, dat zich voortdeed in verschillende Ingweoonse dialecten. Thu heeft zich door diftongering ontwikkeld tot thou.

### Herkomst
De gangbare theorie onder de geleerden is dat het gaat om een pennenprobeersel (Latijn: probatio pennae) van een verliefde (Vlaamse) monnik in een Engels klooster. Men schreef vroeger met een penna (veer). Voordat men begon te schrijven, moest de veer worden getest. Mogelijk is dit zo'n test van een nieuwe veer. Het zinnetje is gevonden door een student in 1932 op een schutblad van een Oudengels prekenhandschrift in de universiteitsbibliotheek van Oxford. Onder die fragmenten is ook de Latijnse "vertaling" van dit zinnetje te vinden:
Abent omnes volucres nidos inceptos nisi ego et tu
quid expectamus nunc.

## Andere bronnen
Het Instituut voor Nederlandse Lexicologie te Leiden heeft op basis van de beschikbare bronnen (86 stuks) een Oudnederlands Woordenboek samengesteld (zie Externe links). De belangrijkste grotere bronnen voor dit woordenboek zijn: de Wachtendonckse Psalmen, de Leidse Willeram, de Middelfrankische Rijmbijbel. Daarnaast heeft men gebruikgemaakt van de kleinere overgeleverde fragmenten en een schat aan glossen en namen in Latijnse handschriften.
De Wachtendonckse Psalmen, een in een beperkt aantal handschriften fragmentarisch overgeleverde verzameling van psalmen, is geschreven in het Latijn en/of Oudnederlands. Ze zijn gesteld in het Oudoostnederfrankisch, de voorloper van het Limburgs. De naam "Wachtendonck" verwijst naar de eigenaar die een handschrift met deze teksten in 1591 uitleent aan de humanistische geleerde Justus Lipsius, die het aan een nader onderzoek onderwierp en enkele psalmen overschreef en analyseerde. Het handschrift zelf is zoekgeraakt, maar dankzij deze Lipsius - en afschriften van zijn kopie - zijn de Wachtendonckse psalmen bewaard gebleven. De teksten dateren uit de 9e en 10e eeuw.
De Leidse Willeram, ook wel Egmondse Williram genoemd, is de langste tekst uit die periode, die duidelijk Oudnederlandse kenmerken vertoont. Het handschrift waarin deze tekst is overgeleverd, bevindt zich in de Leidse Universiteitsbibliotheek. De tekst is een vertaling/bewerking van een commentaar op het Bijbelboek Hooglied, oorspronkelijk vervaardigd door een zekere Williram, een monnik uit Beieren. De tekst is uit de 11e eeuw.
Een andere belangrijke bron is de Middelfrankische Rijmbijbel. Dit is een fragment van een handschrift dat eigenlijk verkeerdelijk rijmbijbel werd genoemd en dat vervaardigd werd in het begin van de twaalfde eeuw door een Nederfrankische of Westfaalse schrijver die waarschijnlijk een Middelfrankische tekst kopieerde. het originele werk werd misschien in de Abdij van Werden geschreven en er zijn fragmenten van drie kopieën teruggevonden. Enkele van de fragmenten tonen een Middelfrankische tekst met duidelijke Nederfrankische elementen.
Uit 1130 stamt het in het damesklooster te Munsterbilzen opgestelde Oudnederlandse zinnetje "Tesi samanunga vvas edele unde scona (et omnium virtutum pleniter plena)", welk is bijgeschreven in het Evangeliarium van Munsterbilzen. Het volgt op een lijst van een dertigtal namen van kloosterlingen in het negende-eeuws evangeliarium.
Verder zijn er enkele doopbeloften, toverbezweringen, runeninscripties en een groter aantal (plaats)namen en glossen overgeleverd. Als het oudst bekende Nederlandse woord geldt wad (in de betekenis 'doorwaadbare plaats'), het werd in de vorm vadam in het jaar 107 n.Chr. opgetekend door de geschiedschrijver Tacitus voor de plaats die heden Wadenoijen wordt genoemd.
Ten slotte zijn nog enkele fragmentarische delen van eigennamen bewaard gebleven, die niet gelatiniseerd zijn. Ook deze zijn gebruikt bij het samenstellen van het Oudnederlands Woordenboek.

## Mogelijke andere bronnen van Oudnederlands
Er zijn relatief gezien weinig bronnen overgeleverd uit de periode van het Oudnederlands. Er bestaan echter wel teksten die Oudnederlands c.q. Nederfrankisch elementen bevatten en/of waarover nog discussie bestaat of het Oudnederlands of Oudsaksisch en/of Oudhoogduits is. Voorbeelden hiervan zijn: de Heliand, Eed van Straatsburg, Parijse gespreksboekje en het Ludwigslied.

## Spelling
Het Oudnederlands werd gespeld met het Latijnse alfabet. Soms werden echter ook wel kortere teksten geschreven in het runenschrift. Omdat de missionarissen in de toenmalige Nederlanden afkomstig waren uit het Oudengelse en Oudhoogduitse taalgebied, kan men in Oudnederlandse teksten ook Oudengelse en Oudhoogduitse elementen aannemen.
th wordt gebruikt om de Germaanse þ-klank weer te geven.
Voorbeeld: thāhton ("zij dachten").
Zie ook Þ en Medeklinker.
dh wordt gebruikt om de stemhebbende ð-klank weer te geven.
Zie ook Ð.
c wordt voor de k-klank gebruikt die in het begin van een woord voor een velare klinker staat.
Voorbeeld: cuning ("koning").
Voor palatale klinkers staat k.
Voorbeeld: kēron ("keren").
In de Latijnse en Oudhoogduitse schrijftraditie werd de c voor palatale klinkers als [ts] uitgesproken.
In andere posities dan in het begin van een woord konden de spellingen met c en k wisselen: ic en ik ("ik").
u staat voor de klinker u en voor de medeklinker v.
Voorbeeld: uusso ("vossen", genitief meervoud).
In dit voorbeeld staat het geschreven teken u eerst voor de medeklinker v en dan voor de klinker u.
De w-klank werd meestal als uu weergegeven.
Er werd dus nog geen onderscheid gemaakt tussen de huidige grafemen u en v, en een w-grafeem was er nog niet.
Zie ook V (letter) en W (letter).
g werd waarschijnlijk fricatief uitgesproken, dus ongeveer als in het huidige Nederlands.
Die conclusie trekt men uit de wisseling tussen uueh ("weg", accusatief) en uuege ("weg", datief).
h staat voor een h-klank (ongeveer [h]) en voor een ch-klank (ongeveer [χ] of [x]).
Voorbeelden: holto ("hout", genitief meervoud), naht ("nacht").
i wordt voor de klinker i en voor de medeklinker j gebruikt.
Voorbeelden: uuitton ("weten"), iār ("jaar").
Er werd dus nog geen onderscheid gemaakt tussen de huidige grafemen i en j.
Zie ook J (letter).
qu staat altijd voor de kw-klank.
Voorbeeld: quāmon ("zij kwamen").
z komt slechts zelden voor en heeft dan de uitspraak [ts].
Voorbeeld: quezzodos ("jij kwetste").
De lengte van een klinker werd bij het schrijven over het algemeen niet weergegeven.
Voorbeeld: dag ("dag", met een korte a), thahton ("zij dachten", met een lange a).
Om redenen van de duidelijkheid zijn die lange klinkers hier met een horizontaal streepje gemarkeerd: ā.
In sommige teksten worden de lange klinkers door verdubbeling aangeduid.
Voorbeelden: Heembeke (de huidige plaatsnaam Hembeke), de voornaam Oodhelmus (allebei uit oorkonden, uit de jaren 941 resp. 797).

## Kenmerken
Een belangrijk kenmerk van Oudnederlands is het gebruik van "ronde vocalen" in de auslaut. Voorbeelden: vogala ("vogel"), hebban ("hebben"), geuon ("geven" - in oude teksten is de v vaak als een u gespeld en de w als uu), herro ("heer"), gesterkon ("versterken"), geuuisso ("gewis, waarlijk"), fardiligon ("verdelgen").
Een ander opvallend kenmerk is het veelvuldig gebruik van naamvallen. Ook in het Middelnederlands komen nog naamvallen voor, maar de vormen in het Oudnederlands zijn sterker onderscheiden. Hieronder volgt de verbuiging van het zelfstandige naamwoord "dag":
enkelvoud:
dag (nom.)
dages (gen.)
dage (dat.)
dag (acc.)
meervoud:
daga (nom.)
dago (gen.)
dagon (dat.)
daga (acc.)
Vergelijkbare rijtjes zijn te maken voor bijvoeglijke naamwoorden, aanwijzende voornaamwoorden en persoonlijke voornaamwoorden.

## Klankontwikkeling

### Monoftongering
De oude Germaanse tweeklanken (diftongen) ai en au werden in het Oudnederlands lange monoftongen ē en ō.
Voorbeelden: hēm, slōt. Deze ontwikkeling was niet algemeen: in veel Maaslandse (Limburgse) dialecten bleef ze uit. Men kent daar nog altijd heim en oug.
Dezelfde ontwikkeling vond ook in het Oudnederduits plaats.
Een soortgelijke ontwikkeling vindt men ook in de Noordzeegermaanse talen Oudfries en Oudengels.
In het Oudfries werd de Germaanse ai een ē (slechts zelden een ā), maar de au werd een ā.
Voorbeelden: hēm (of hām), slāt.
In het Oudengels werd de Germaanse ai een ā en de au een ēa-tweeklank.
Voorbeelden: hām (Nieuwengels home), slēat.

### hin het begin van een woord verdwijnt
In het Oudnederlands verdwijnt de h-klank in het begin van een woord in de loop van de 9e eeuw.
Bijvoorbeeld staat het Oudnederlandse ringis ("ring", genitief) tegenover Oudnederduits en Oudengels hring.

### Reductie van de klinkers
In de Wachtendonckse Psalmen vallen in de onbeklemtoonde lettergrepen de klinkers e en i samen, net als o en u.
Dit leidt tot varianten zoals dagi en dage ("dag", datief enkelvoud) en tot varianten zoals tungon en tungun ("tong" of "taal", genitief, datief, accusatief enkelvoud en nominatief, datief, accusatief meervoud).
Vanaf de 11e eeuw zijn de onbeklemtoonde klinkers waarschijnlijk gereduceerd tot een sjwa ([ə]).
Deze klank wordt niet alleen e maar ook a gespeld (in de Egmondse Williram).

### "Auslautverhärtung"
In het Oudnederlandse kwam eindklankverscherping, het verschijnsel dat stemhebbende medeklinkers aan het einde van een woord stemloos worden, al voor:
- uuort ("woord", nominatief) tegenover uuordes (genitief)
- gif ("geef!", gebiedende wijs) tegenover geuon ("geven", infinitief)
- uueh ("weg", accusatief) tegenover uuege ("weg", datief)

Noten:
- De uu in het eerste voorbeeld is geen lange klinker zoals in het moderne woord uur; het is een oude spelling voor de w.
- De u in het tweede voorbeeld (geuon) is een oude spelling voor een v (zoals in geven)
- De eh in het laatste voorbeeld is geen lange e en de h is niet stom; het woord uueh werd ongeveer uitgesproken als het Nieuwnederlandse woord weg (ongeveer [wɛç]? of [ʋɛχ]?).

Auslautverhärtung was nog lang niet algemeen. Vooral Hollandse en Stadsfriese dialecten hebben de [d] op het einde van een woord lang gehandhaafd. In het Amelands is hij mogelijk nog niet uitgestorven. Het moderne Nederlands kent dit verschijnsel eveneens, maar dit blijkt niet altijd uit de spelling; woord wordt bijvoorbeeld met een d gespeld, maar als een t uitgesproken.

### hswordts
De klankencombinatie hs, dus ch+s, werd in het Oudnederlands een (stemloze) s.
Voorbeeld: Onl. uusso ("vossen", genitief meervoud) tegenover Germaans fuhs-.
De moderne spelling fuhs- voor dit Germaanse woord duidt geen lange u aan maar een korte oe ([u]) gevolgd door een ch als in lachen.
Deze ch-klank wordt soms ook als χ weergegeven.
In het Duits en Engels is de hs een [ks] geworden: Duits Fuchs, Engels fox.

### H-deletie
In het Oudnederlands verdwijnt de h-klank als hij tussen klinkers staat.
Voorbeelden:
- Onl. thion ("gedijen") tegenover Ohd. dîhan ("gedijen")
- Onl. (ge)sian ("zien") tegenover Ohd. sehan ("zien")

In het Nieuwhoogduits wordt de h tussen klinkers weliswaar geschreven maar niet uitgesproken.
In het Oudhoogduits daarentegen werd de h daadwerkelijk uitgesproken.

### Lenitievanfens
In de loop van de Oudnederlandse taalperiode werden de stemloze spiranten [f] en [s] stemhebbend, dus [v] en [z], als ze in het begin van een woord stonden. Deze ontwikkeling deed zich waarschijnlijk het eerst voor in de zuidelijke Nederlanden en heeft zich nooit volledig over het gehele taalgebied verspreid; zo wordt ten noorden van de lijn Haarlem - Zwolle - Emmen de [v] en [z] nog steeds als [f] en [s] uitgesproken.
In de Wachtendonckse Psalmen is de ontwikkeling nog zelden te zien.
Bij de plaatsnamen in de 10e en 11e eeuw vindt men echter wisselende spellingen, wat erop wijst dat de uitspraak in die tijd aan het veranderen was.